# Tavagnacco
Die Gemeinde Tavagnacco (furlanisch Tavagnà) liegt in Nordost-Italien in der Region Friaul-Julisch Venetien.

## Geografie
Tavagnacco liegt nördlich von Udine und hat 14.625 Einwohner (Stand 31. Dezember 2023). Die Gemeinde liegt 137 Meter über dem Meer und umfasst ein Gemeindegebiet von 15 km².
Das Gebiet der Gemeinde liegt kurz vor Beginn der Karnischen Voralpen im Hügelland nördlich von Udine.
Die Gemeinde umfasst neben dem Hauptort Tavagnacco sechs weitere Ortschaften: Adegliacco, Branco, Cavalicco, Colugna, Feletto Umberto und Molin Nuovo.

## Nachbargemeinden
Die Nachbargemeinden sind Martignacco, Pagnacco, Pasian di Prato, Reana del Rojale, Tricesimo und Udine.